# Приморский краевой суд
Примо́рский краево́й суд — высший судебный орган Приморского края по гражданским, уголовным, административным и иным делам, подсудным судам общей юрисдикции. В качестве суда первой инстанции рассматривает дела, отнесённые федеральными законами к компетенции судов уровня субъекта Российской Федерации. Является апелляционной инстанцией для районных судов Приморского края.

## История
Постановлением ВЦИК от 20 октября 1932 года была образована Приморская область. С образованием Приморской области было принято и решение о создании Приморского областного суда. В связи с принятием этого решения этим в начале декабря 1932 года из Хабаровска во Владивосток прибыл председатель нового суда Эдуард Янович Домбург, который своим приказом №1 от 6 декабря 1932 года учредил Приморский областной суд.
В разные годы на работе суда сказывалось влияние советско-партийных органов. Они контролировали не только подбор кадров, но и обязывали суд выполнять работу, не связанную с отправлением правосудия.

## Руководство
- Председатель суда — Попов Игорь Алексеевич.
- Заместители председателя — Поминов Александр Александрович, Деревягина Наталья Александровна, Дышловой Игорь Викторович, Гончаров Андрей Александрович.[3]

## Организационная структура
Президиум
Судебная коллегия по гражданским делам
- Первый судебный состав по гражданским делам
- Второй судебный состав по гражданским делам
- Третий судебный состав апелляционной инстанции
- Судебный состав первой инстанции

Судебная коллегия по административным делам
- Судебный состав первой инстанции
- Второй судебный состав апелляционной инстанции
- Третий судебный состав по делам об административных правонарушениях

Судебная коллегия по уголовным делам
- Судебный состав первой инстанции
- Первый судебный состав апелляционной инстанции
- Второй судебный состав апелляционной инстанции
- Третий судебный состав апелляционной инстанции
- Четвертый судебный состав апелляционной инстанции

Структурные подразделения суда
- Отдел обеспечения судопроизводства
- Отдел государственной службы и кадрового обеспечения
- Финансово-бухгалтерский отдел
- Отдел правового обеспечения, судебной статистики и информатизации
- Отдел материально-технического обеспечения